# Полевое (Ленинградская область)
Полевое (до 1948 года Кангасварпа, фин. Kangasvarpa) — упразднённый посёлок на территории Каменногорского городского поселения Выборгского района Ленинградской области.

## Название
Зимой 1948 года по решению сессии Ванхальского сельсовета деревне Кангасварпа было присвоено наименование Полевая. Переименование в форме среднего рода было закреплено указом Президиума ВС РСФСР от 13 января 1949 года.

## История

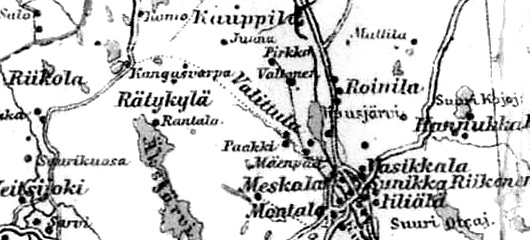
Деревня Кангасварпа на финской карте 1923 года

До 1939 года деревня Кангасварпа входила в состав волости Кирву Выборгской губернии Финляндской республики.
С 1 января 1940 года — в составе Карело-Финской ССР.
С 1 июля 1941 года по 31 мая 1944 года финская оккупация.
С 1 января 1949 года учитывается административными данными как деревня Полевое. В ходе укрупнения хозяйства к деревне были присоединены соседние селения Вуорела и Хейнхарью.
С 1 декабря 1960 года — в составе Выборгского района.
Согласно административным данным 1966 года посёлок Полевое в составе Выборгского района не значился.
В настоящее время — урочище Полевое.

## География
Посёлок расположен в северо-восточной части района на автодороге соединяющей автодороги 41К-415 (Бородинское — Залесье) и 41К-024 (Среднегорье — Топольки).
Посёлок находится на восточном берегу озера Полевое, к югу от озера Заставское.